# Ушаково (Новомосковське сільське поселення)
Ушаково (рос. Ушаково) — селище Гур'євського міського округу, Калінінградської області Росії. Входить до складу Новомосковського сільського поселення.
Населення —  812 осіб (2015 рік). 

## Населення
| 2002 | 2010 | 2011 |
| ---- | ---- | ---- |
| 864  | ↘812 | →812 |